# John Butler (amerikanska frihetskriget)
John Butler, född 1728, död 1796, var en amerikansk indianagent, lojalist och officer i de Tretton kolonierna och i Kanada.

## Ungdom och tidiga liv
John Butler var son till Walter Butler, en brittisk armékapten, som slog sig ned med sin familj i Mohawkdalen omkring 1742. Man vet inte mycket om Johns ungdom. På grund av sina tidiga kontakter med sir William Johnson och irokeserna, och den språkfärdighet han förvärvat sig, anställdes han vid det Brittiska Indiandepartementet under fransk-indianska kriget. Han var militär rådgivare åt de med britterna allierade irokeser, som deltog i fälttågen mot fransmännen. Efter kriget fortsatte han i Indiandepartementets tjänst, nu som tolk, till 1772 då han tog avsked för att kunna sköta veteodlingen och timmerhuggningen på sin egendom Butlersbury.   

## Frihetskrigets utbrott
När det amerikanska frihetskriget bröt flydde Butler, tillsammans med två av sina söner, till Kanada. Butlersbury plundrades och hans hustru och de övriga barnen internerades av patrioterna i ALbany, där de satt i husarrest till 1781 då de utväхlades. I Kanada blev Butler indianagent för Irokesförbundet, med uppgift att bevara dess lojalitet med Storbritannien. När den brittiska regeringen beslöt sig för att använda irokeserna för offensiva uppdrag lyckades Butler med kort varsel organisera 350 irokeser som bar huvudbördan i striderna om Fort Stanwix 1777.  

## Butlers jägare
1777 fick John Butler också i uppdrag att organisera en lojalistisk jägarkår, Butler’s Rangers. Denna kår användes tillsammans med irokesiska allierade framförallt mot den patriotiska hemmafronten. Dess första uppdrag var ett mycket framgångsrikt anfall mot Wyomingdalen, då 340 patriotiska soldater dödades i slaget om Wyomingdalen 1778. Förnyade anfall tvingade kontinentalkongressen att avdela värdefulla truppstyrkor från huvudfälttåget för motangrepp, som till sist fördrev irokeserna från sitt hemland och tvingade dem ta sin tillflykt till Kanada. Jägarkåren fortsatte dock att bedriva det fria kriget längs hela indiangränsen från Hudsonfloden till Kentucky. Gränskriget fungerade från brittisk sida som en strategisk diversion och det fördes på bägge sidor med samma hänsynslöshet som känneteckat de fransk-indianska krigen. 

## Efter kriget
John Butlers egendomar i New York hade konfiskerats av segrarna och han befann sig efter kriget i ovana ekonomiska omständigheter. Han var dock fortfarande tjänsteman vid Indiandepartementet och hade också pension som överstelöjtnant. Som indianagent var han aktiv i att förvärva mark för de närmare tvåtusen irokesiska flyktingar som efter kriget tog sin tillflykt till Kanada. Han deltog även i förhandlingarna om de gränsposteringar, som britterna kontrollerade ända till 1796, fast de låg inom de gränser som Förenta Staterna fått erkända.

## Övriga uppdrag
John Butler utnämndes 1772 till domare i Tryon County, New York. Han var också överstelöjtnant i milisen där. Det var positioner som han tvingades lämna när han flydde till Kanada 1775. När Butler's Rangers lades ned efter kriget slog sig de flesta av dess medlemmar ned i närheten av den gamla depån. Denna bosättning, som leddes av Butler och kallades Butlersburg, utvecklades sedan till staden Niagara-on-the-Lake. Även i Kanada blev Butler domare och överstelöjtnant i milisen. 

## Familjeliv
John Butler var gift med Catalyntje Bradt (1735-1793). De hade fyra söner och en dotter. Walter, den äldste sonen, stupade som officer i Butler's Rangers 1781.  